# Alexandru Șimicu
Alexandru Viorel Șimicu (n. 8 octombrie 1988, în Timișoara) este un handbalist român care joacă pentru Saint-Raphaël Var Handball pe postul de intermediar stânga.
Șimicu a debutat la naționala de seniori în 2006. Până pe 15 ianuarie 2012, el a jucat pentru România în 34 de meciuri, în care a înscris 52 de goluri.

## Palmares
- Liga Națională:
  - Câștigător: 2012, 2013
- Cupa României:
  -  Câștigător: 2012, 2013, 2014
- Supercupa României:
  -  Câștigător: 2013
- Cupa EHF:
  - Finalist: 2015
- Divizia 1 Franceză:
  - Medalie de argint: 2016

## Premii
- Handbalistul român al anului: 2013